# Coptosia schuberti
Coptosia schuberti är en skalbaggsart som först beskrevs av Fuchs 1965.  Coptosia schuberti ingår i släktet Coptosia och familjen långhorningar. Inga underarter finns listade i Catalogue of Life.